# لاكوست (فصيل سياسي)
لاكوست المعروف أيضًا باسم فريق لاكوست هو اسم فصيل سياسي داخل حزب زانو-بي إف الحاكم في زيمبابوي. وهي متحالفة مع إمرسون منانغاغوا الذي أدى اليمين كرئيس في 24 نوفمبر 2017 في أعقاب انقلاب 2017 في زيمبابوي.
تم تسمية المجموعة باسم لاكوست على اسم شركة الملابس الفرنسية التي شعارها تمساح، يُعرف منانغاغوا عمومًا باسم «نغوينا» وهو ما يعني التمساح في لغة الشونا. حصلت منانغاغوا على هذا اللقب خلال حرب الاستقلال ضد حكم البيض، ولدى الشخصيات الرئيسية الأخرى المرتبطة بالفصيل مثل كريس موتسفانجوا خلفية مماثلة لقدامى المحاربين في هذه الحرب.
خلال السنوات التي سبقت الانقلاب والإطاحة بروبرت موغابي ولاكوست وجيل 40 كانت مجموعة من السياسيين المقربين من غريس موغابي منافسين. تبادل الجانبان الإهانات بشكل متكرر في التجمعات السياسية.